# Holzkirchen (Unterfranken)
Holzkirchen, umgangssprachlich auch Holzkirchen bei Würzburg, ist eine Gemeinde im unterfränkischen Landkreis Würzburg.

## Geographie
Die Gemeinde liegt in der Region Würzburg, etwa 19 Kilometer westlich von Würzburg im Aalbachtal. Durch Holzkirchen verläuft der Fränkische Marienweg.

### Gemeindegliederung
Es gibt zwei Gemeindeteile (in Klammern ist der Siedlungstyp angegeben):
- Holzkirchen (Pfarrdorf)
- Wüstenzell (Kirchdorf)

Es gibt die Gemarkungen Holzkirchen und Wüstenzell.

### Nachbargemeinden
- Remlingen
- Uettingen
- Helmstadt
- Wertheim
- Triefenstein

## Name

### Etymologie
Der Name Holzkirchen (älter Holtzchiricha) besteht aus den althochdeutschen Wörtern holz (Gehölz, Wald) und kirihha (Kirche). Das Gotteshaus wurde nach seiner Lage am Wald benannt. Einer Sage zufolge erhielt das Kloster Holzkirchen im Waldsassengau seinen Namen nach einem aus Holz gebauten Michelskirchlein an der Stelle eines Waldtales, wo der Remlinger Stifter des Klosters Holzkirchen das Kloster bauen ließ.

### Frühere Schreibweisen
Frühere Schreibweisen des Ortes aus diversen historischen Karten und Urkunden:
- 775 Holzkiricha
- 815 Holzkirihha
- 820 Holzchyricha
- 1193 Holzchirchen
- 1259 Holzkirchen

## Geschichte

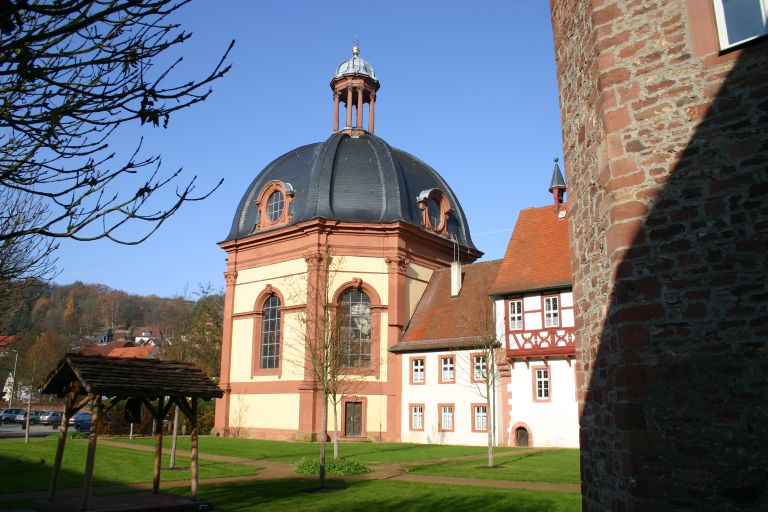
Kloster Holzkirchen

### Bis zur Gemeindegründung
Das 768 gegründete Kloster Holzkirchen und der Ort waren Teil des Gebietes des Hochstiftes Würzburg und fielen im Reichsdeputationshauptschluss an die Grafen Löwenstein-Wertheim. Gegen eine Rente verkauften sie diese jedoch schon 1803 an Bayern, das sie 1805 mit dem würzburgischen Gebiet Erzherzog Ferdinand von Toskana zur Bildung des Großherzogtums Würzburg überließ. Mit den Verträgen von Paris 1814 gelangte das Großherzogtum zu Bayern. Im Zuge der Verwaltungsreformen in Bayern entstand mit dem Gemeindeedikt von 1818 die Gemeinde.

### Eingemeindungen
Im Zuge der Gebietsreform in Bayern wurde am 1. Mai 1978 die Gemeinde Wüstenzell eingegliedert.

### Einwohnerentwicklung
- 1961: 0742 Einwohner[8]
- 1970: 0795 Einwohner[8]
- 1987: 0945 Einwohner
- 1991: 0991 Einwohner
- 1995: 0992 Einwohner
- 2000: 1000 Einwohner
- 2005: 0956 Einwohner
- 2010: 0914 Einwohner
- 2015: 0963 Einwohner

Im Zeitraum 1988 bis 2018 sank die Einwohnerzahl geringfügig von 961 auf 955 um 6 Einwohner bzw. um 0,6 %. 2012 hatte die Gemeinde 1006 Einwohner.
Quelle: BayLfStat

## Politik und Öffentliche Verwaltung
Die Gemeinde ist Mitglied der Verwaltungsgemeinschaft Helmstadt.
- FWG: 7
- UBW: 5

### Gemeinderat
Der Gemeinderat hat 13 Sitze. Bei der Gemeinderatswahl vom 15. März 2020 haben von den 809 Stimmberechtigten 619 von ihrem Wahlrecht Gebrauch gemacht, womit die Wahlbeteiligung bei 76,51 % lag.

### Bürgermeister
Bei der Kommunalwahl vom 15. März 2020 wurde Daniel Bachmann (FWG) mit 88,99 % der Stimmen gewählt. Sein Vorgänger war vom 1. Mai 1996 bis 30. April 2020 Klaus Beck (Freie Wählergemeinschaft), der nicht mehr kandidierte.

### Allianz Waldsassengau
Seit dem 20. November 2014 ist Holzkirchen mit zwölf weiteren Gemeinden in der Allianz Waldsassengau organisiert. Der Verein dient der interkommunalen Zusammenarbeit.

### Wappen
| Wappen von Holzkirchen (Unterfranken) | Blasonierung: „In Rot zwei goldene Schrägbalken, im Ganzen überdeckt von einem wachsenden, polygonalen, schwarzen Kirchengebäude mit silbernen Fensteröffnungen; diesem aufgelegt ein silbernes Schildchen mit einem durchgehenden schwarzen Balkenkreuz.“ |
| Wappen von Holzkirchen (Unterfranken) | Wappenbegründung: Das ehemalige Benediktinerkloster Holzkirchen wurde wohl unter König Pippin (751 bis 768) gegründet und kam 775 zur Abtei Fulda, bei der es bis zur Säkularisation 1803 verblieb. Propst Bonifaz von Hutten ließ 1730 von Balthasar Neumann die damalige Klosterkirche errichten. Auf dieses bedeutende Bauwerk weist die Kirche im Wappen. Die beiden goldenen Schrägbalken in rotem Feld stellen in leicht abgeänderter Form das Wappen der Herren von Hutten dar und erinnern damit an den Bauherren der Kirche. Das kleine Schildchen mit dem schwarzen Tatzenkreuz ist das Wappen der Abtei Fulda und bezieht sich auf die seit dem 8. Jahrhundert bestehende Verbindung zu diesem Kloster. Dieses Wappen wird seit 1975 geführt. |

## Bildung
2018 gab es folgende Einrichtungen:
- 1 Kindertageseinrichtung mit 65 Plätzen und 39 Kindern
- Benediktushof, ein überkonfessionelles Bildungshaus, gegründet von Willigis Jäger, geleitet jetzt von Doris Zölls, Alexander Poraj und Fernand Braun

## Söhne und Töchter der Gemeinde
- Ebba Tirpitz (* 1890 in Holzkirchen; † 1972), von 1931 bis 1958 Generaloberin der Missionsschwestern vom Kostbaren Blut
- Sir Hermann David Weber (* 1823 in Holzkirchen; † 1918 in London), deutsch-britischer Mediziner und Numismatiker